# Norbert Ketter
Pour les articles homonymes, voir Ketter.
Norbert Ketter, né le 4 avril 1942 à Dudelange (Luxembourg) et décédé le 5 février 1997 à Esch-sur-Alzette (Luxembourg), était un photographe luxembourgeois.

## Biographie
Norbert Ketter a fait ses études à la Folkwang-Werkkunstschule  à Essen (Allemagne), dans la classe du professeur Otto Steinert.
Ketter est connu pour ses photos en noir et blanc qu'il a exposées au Luxembourg et à l'étranger. 
La plus grande partie de ses photos sont des prises de vues réalisées avec une caméra de moyen format Hasselblad et qui ont des paysages ou des personnes pour sujet. Il a consacré beaucoup de temps aux agrandissements.
Son frère Rolph Ketter est homme de lettres et son autre frère Heng Ketter est artiste.

## Collection
Après sa mort, le Centre national de l'audiovisuel luxembourgeois a acquis ses œuvres et les a restaurées et cataloguées. 

## Publications
- Esch, Éditions Claude Diderich, 1970.
- Paysages, Visages, 1981.

## Référence
- (lb) Cet article est partiellement ou en totalité issu de l’article de Wikipédia en luxembourgeois intitulé « Norbert Ketter » (voir la liste des auteurs).